# Johnny Condon
John Condon, detto Johnny (Shoreditch, 28 febbraio 1889 – Shoreditch, 21 febbraio 1919), è stato un pugile britannico.

## Palmarès

### Olimpiadi
- Argento a Londra 1908 nei pesi gallo.